# Дрансфельд
Дрансфельд (нем. Dransfeld) — город в Германии, в земле Нижняя Саксония.
Входит в состав района Гёттинген. Подчиняется управлению Дрансфельд. Население составляет 4057 человек (на 31 декабря 2010 года). Занимает площадь 28 км². Официальный код — 03 1 52 006.
Город подразделяется на 4 городских района.
| Год  | Население |
| ---- | --------- |
| 1990 | 4004      |
| 1995 | 4209      |
| 2000 | 4343      |
| 2005 | 4265      |
| 2010 | 4116      |

## Фотографии

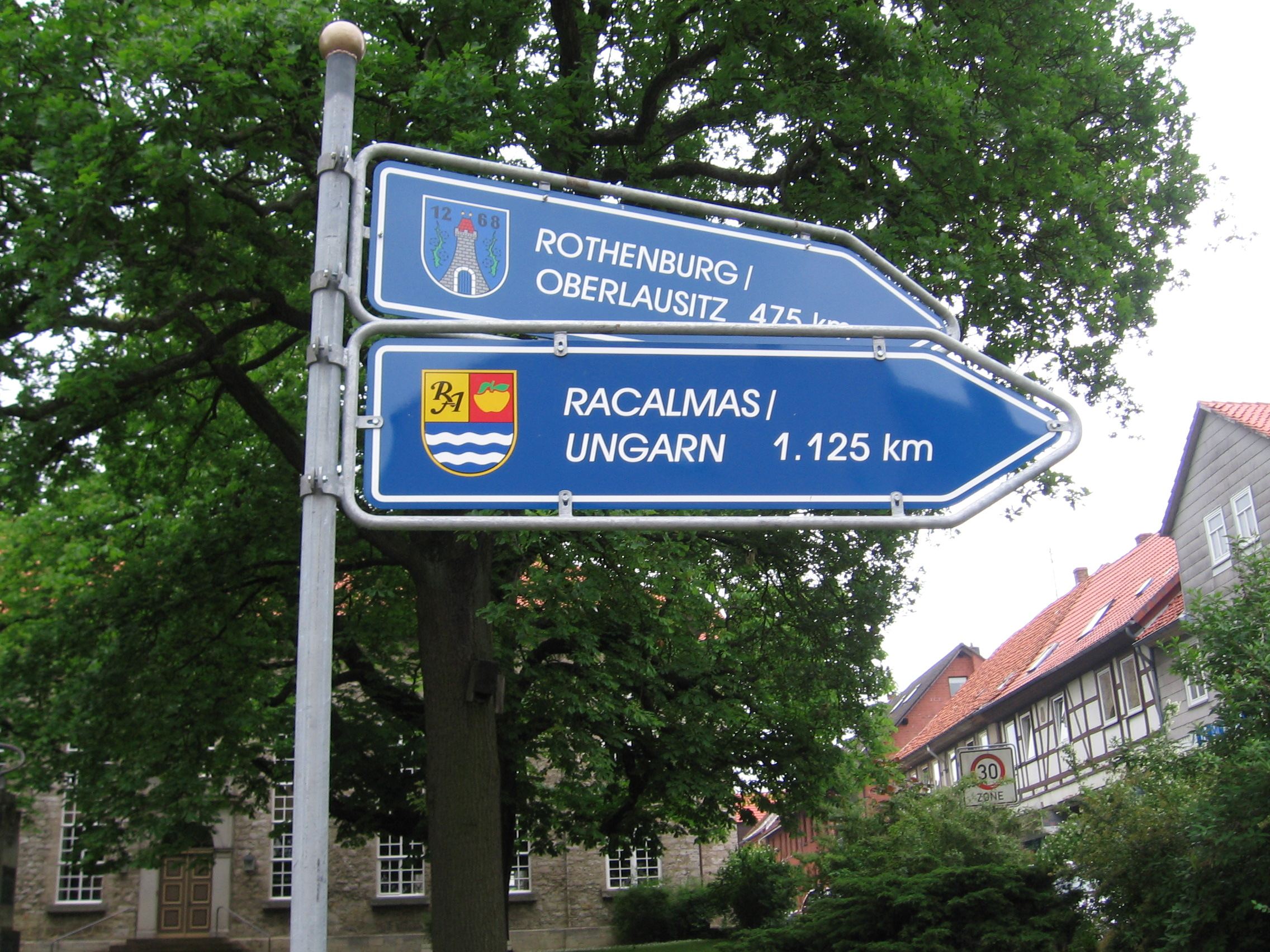
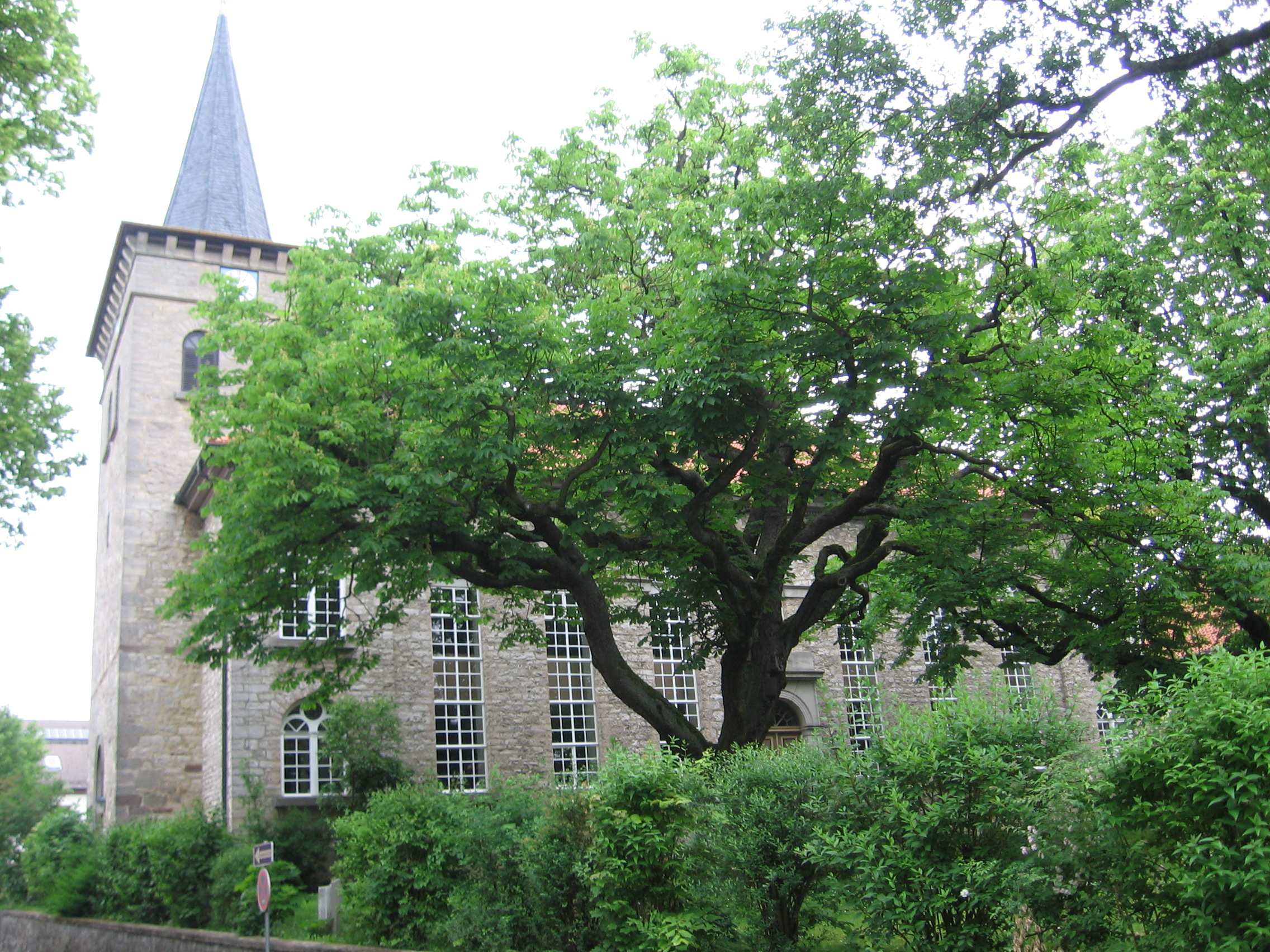
Церковь
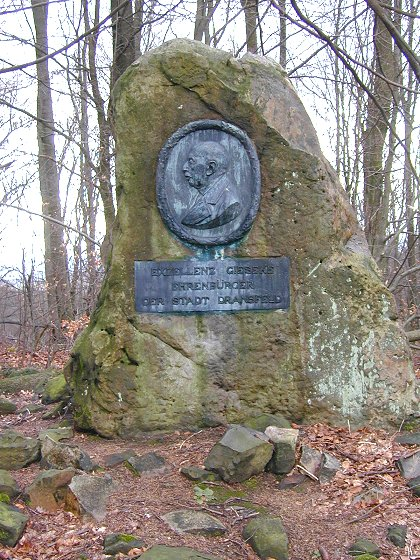